# Jacques Lambert (droit)
Pour les articles homonymes, voir Jacques Lambert et Lambert.
Jacques Lambert est un historien français du droit né le 5 mars 1901 à Lyon et mort le 16 décembre 1991 à Lyon.
Il a passé l'essentiel de sa carrière universitaire à l'université de Lyon. Il est le fils d'Édouard Lambert, juriste universitaire comme lui.

## Biographie

### Origine
Il est le petit-fils de Ferdinand Lambert, entrepreneur de travaux publics,  parrain en politique de Paul Lintier père, un radical-socialiste, maire de Mayenne de 1898 à 1910, et le fils d'Édouard Lambert, créateur  L'Institut de Droit Comparé (IDCEL) de la faculté de droit de Lyon 3 qui porte son nom.
Jacques Lambert est né Decart du nom de sa mère Marguerite. Il a été reconnu par son père en 1903. Ses deux parents se marient le 15 avril 1909.

### Le droit
Ancien élève du Lycée Ampère de Lyon où il obtient son baccalauréat en 1919, docteur en droit et agrégé, il était spécialisé comme son père en Histoire du droit. Agrégé, il commence sa carrière universitaire en 1926. Il est nommé dans sa faculté d'origine à la demande du doyen Josserand et sur l'insistance de son père.
Il est professeur à la faculté de droit de Lyon. En mission au Brésil au moment de la mobilisation en 1939,  titulaire de la chaire de droit comparé, il est dans l'impossibilité de rentrer en France pendant plusieurs années. Il est donc remplacé par son père. Il ne semble pas que celui-ci ait assuré le cours au-delà de 1941.
Il prend sa retraite en 1971. Il a deux garçons, dont Denis-Clair Lambert, qui est aussi professeur à la Faculté de droit de l'Université Lyon 3.

## Ouvrages
- Les nations contre la paix, Paris, Alcan, 1933
- La vengeance privée et les fondements du droit international public, Paris, Librairie du Recueil Sirey, 1936
- Histoire constitutionnelle de l'Union américaine, Paris, Sirey, 1937[6]
- Les fondements de la politique extérieure des États-Unis, Paris, Armand Colin, 1949. En collaboration avec André Allix, Raymond Pelloux et Robert Pelloux.
- Le Brésil, structures sociales et institutions politiques, Paris, Armand Colin, 1953
- Problèmes démographiques contemporains, Rio de Janeiro, 1944, Os dois Brasis, Rio de Janiero, 1959. En collaboration avec L.A.Costa Pinto
- Le système politique de l'Amérique latine, Paris, PUF, 1987. En collaboration avec Alain Gandolfi.

## Source
- Fulchiron (sous la direction de), La Faculté de droit de Lyon, 130 ans d'histoire, Lyon, Editions lyonnaises d'Art et d'Histoire, 2006.
- Etudes offertes à Jacques Lambert, Paris, Cujas, 1975